# 規矩大義
規矩 大義（きく ひろよし、1963年10月 - ）は、学校法人関東学院理事長。地盤防災工学、地震地盤工学専攻。兵庫県川西市生まれ。

## 略歴
- 1988年（昭和63年） 3月 九州工業大学工学部開発土木工学科卒業[3]
- 1990年（平成 2年） 3月 九州工業大学大学院工学研究科設計生産工学専攻博士前期課程修了[4]
- 1993年（平成 5年） 3月 九州工業大学大学院工学研究科設計生産工学専攻博士後期課程修了、博士（工学）[1]
- 1993年（平成 5年） 4月 横浜国立大学工学部建設学科助手[1]
- 1995年（平成 7年） 4月 佐藤工業株式会社中央技術研究所土木研究部研究員[1]
- 1999年（平成11年） 9月 国際協力事業団地震防災研究プロジェクト派遣専門家（イスタンブール工科大学）[1][3]
- 2001年（平成13年） 7月 国土交通省国土技術政策総合研究所沿岸防災研究室派遣研究員[1][3]
- 2002年（平成14年） 4月 関東学院大学工学部土木工学科助教授[1]
- 2007年（平成19年） 4月 関東学院大学工学部社会環境システム学科教授[1]
- 2012年（平成24年） 4月 関東学院大学工学部長兼理工学部長[1]
- 2013年（平成25年）12月 関東学院大学学長[1]
- 2019年（平成31年） 4月 関東学院大学防災・減災・復興学研究所長[1]
- 2021年（令和 3年） 4月 学校法人関東学院理事長[5]

## 社会的活動
- 2004年（平成16年）  4月 横須賀市宅地保全予防制度検討会専門委員[6]
- 2007年（平成19年）  4月 横須賀市宅地耐震化検討会専門委員[6]
- 2008年（平成20年）  6月 逗子市・葉山町教育委員会国指定史跡長柄桜山古墳群整備基本計画策定委員会委員[6]
- 2009年（平成21年）  4月 国土交通省関東地方整備局横浜国道事務所総合評価審査分科会委員[6]
- 2009年（平成21年）  4月 国土交通省関東地方整備局川崎国道事務所総合評価審査分科会委員[6]
- 2011年（平成23年）  6月 浦安市液状化対策技術調査検討委員会委員[6]
- 2012年（平成24年）  4月 横浜市教育委員会史跡朝夷奈切通整備検討会座長[6]
- 2012年（平成24年）  6月 逗子市教育委員会国指定史跡名越切通整備検討会委員[6]
- 2012年（平成24年）  9月 鎌倉市防災・危機管理アドバイザー[6]
- 2013年（平成25年） 10月 消防庁市町村災害対策支援アドバイザー[6]
- 2014年（平成26年）  9月 横浜市財政局液状化対策検討会委員[6]
- 2015年（平成27年）  4月 神奈川県私立大学連絡協議会会長[6]
- 2015年（平成27年） 12月 神奈川県大規模盛土造成地の変動予測調査検討会座長[6]
- 2016年（平成28年）  4月 防災科学技術研究所大型耐震実験施設運用委員会委員[6]
- 2017年（平成29年）  4月 神奈川県大規模盛土造成地第二次スクリーニングに関する検討会座長[6]
- 2018年（平成30年）  4月 鎌倉市教育委員会史跡整備等アドバイザー[6]
- 2018年（平成30年）  9月 横須賀市ヨコスカ・スマートモビリティ推進協議会副会長[6]
- 2018年（平成30年） 12月 鎌倉市深沢地区まちづくり方針実現化検討委員会防災部会委員[6]
- 2019年（平成31年）  4月 三渓園保勝会名勝三渓園整備委員会副委員長[6]
- 2020年（令和 2年）  7月 東京都震災対策現況調査アドバイザー[6]
- 2020年（令和 2年）  8月 神奈川県学校安全アドバイザー[6]
- 2020年（令和 2年）  8月 神奈川県学校安全総合支援事業推進委員会委員[6]
- 2020年（令和 2年） 10月 臨済宗円覚寺派金寶山浄智寺史跡浄智寺境内保存活用計画策定委員会副委員長[6]
- 2021年（令和 3年）  7月 神奈川県公安委員会委員[7]
- 2021年（令和 3年） 11月 東京都防災会議地震部会専門委員[6]
- 2022年（令和 4年）  6月 史跡浄智寺境内整備検討委員会副委員長 [6]

## 受賞
- 土木学会年次学術講演会優秀講演賞 1998年（平成10年）[6]
- 地盤工学会「土と基礎」年間最優秀論文賞 2005年（平成17年）[6]
- 地盤工学会事業企画賞 2005年（平成17年）[6]
- 地盤工学会事業企画賞 2006年（平成18年）[6]
- 地盤工学会功績賞 2018年（平成30年）[6]